# Nahrungspyramide

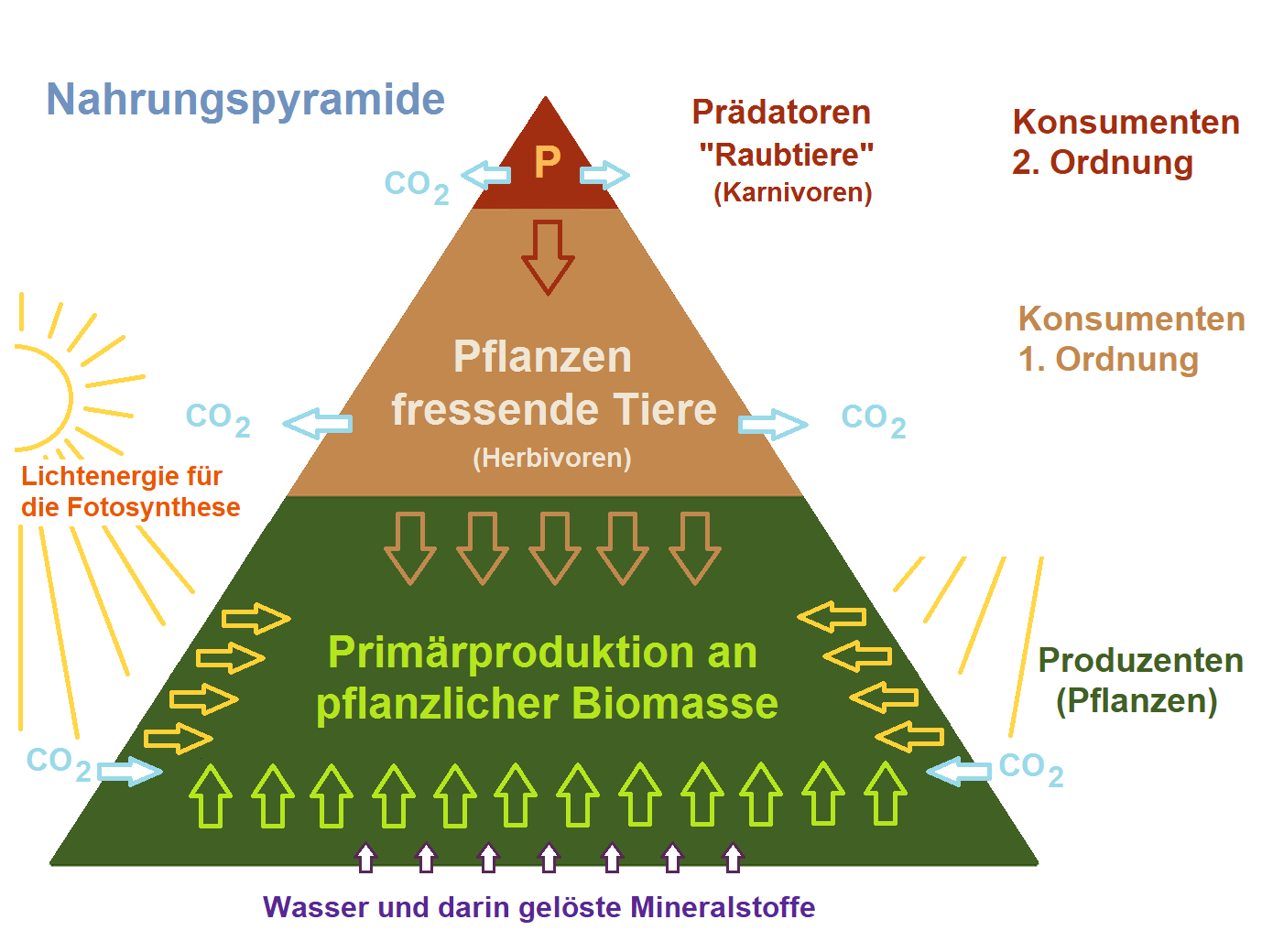
Produzenten und Konsumenten erster und zweiter Ordnung

Die Nahrungspyramide (auch Ökologische Pyramide genannt) ist in der Ökologie eine schematische, graphische Darstellung der quantitativen Verhältnisse der Trophieebenen einer Biozönose (Lebensgemeinschaft) in einem Ökosystem. Die Nahrungspyramide ist eine Stufenpyramide, deren Stufen jeweils einer Trophieebene entsprechen.
Basis der Pyramide sind die Produzenten, die autotrophen Organismen, die aus anorganischen Substanzen organische Substanzen aufbauen. Die folgenden Stufen nehmen die Konsumenten (heterotrophe Organismen) ein, die für ihre Ernährung auf die Aufnahme organischer Substanzen angewiesen sind: zunächst die Konsumenten erster Ordnung (Pflanzenfresser), gefolgt von den verschiedenen Trophieebenen der Fleischfresser.
Je nach Ökosystem gibt es unterschiedlich lange Nahrungsketten, weshalb die Nahrungspyramide für das jeweilige Ökosystem eine unterschiedliche Anzahl von Stufen haben kann, so können Konsumenten zweiter Ordnung fehlen oder Konsumenten zweiter, dritter und vierter Ordnung vorhanden sein, also Tiere, die sich nicht nur von Pflanzenfressern, sondern auch von anderen Fleischfressern ernähren. Die Konsumenten der obersten Stufe werden als Spitzenprädatoren bzw. (aus dem Englischen abgeleitet) als Top-Prädatoren, gelegentlich auch als Endverbraucher bezeichnet. Die Bezeichnung Spitzenprädator bezieht sich nicht auf die Menge der erbeuteten Tiere, sondern auf die Stellung an der Spitze der Nahrungspyramide.
Qualitative Grundlage einer Nahrungspyramide ist eine Nahrungskette, also ein Ausschnitt aus dem Nahrungsnetz eines Ökosystems. Die Zuordnung einer bestimmten Art zu einer Trophieebene ist dabei eine Abstraktion, die die realen Verhältnisse etwas vereinfacht.
Bei der Aufstellung der Nahrungspyramide werden Saprobionten (einschließlich der Aasfresser) und Destruenten nicht einbezogen. Wichtigster Grund dafür ist, dass sie, im Gegensatz zu den Pflanzenfressern, keinen direkten Einfluss auf ihre Nahrungsbasis ausüben. Auch Parasiten werden in der Regel unberücksichtigt gelassen. Die Nahrungspyramide bildet also nicht etwa das gesamte Ökosystem, sondern nur einen Ausschnitt daraus ab.

## Typen von Nahrungspyramiden
Je nach gemessenem Parameter kann man verschiedene Nahrungspyramiden (eltonsche Zahlenpyramiden) unterscheiden:

### Biomasse
|  | 1 Mäusebussard mit einem durchschnittlichen Körpergewicht von 1 kg frisst in einem Jahr 3000 Feldmäuse mit insgesamt 90 kg Körpergewicht, die ihrerseits 1 Tonne Getreidekörner vertilgen. |

Hier kann man erkennen, wie die Biomasse von Trophieebene zu Trophieebene abnimmt. Dies ist darauf zurückzuführen, dass ein Konsument im Laufe seines Lebens das Vielfache seines Körpergewichts an Nahrung zu sich nehmen muss, da ein Teil nicht verwertet werden kann und wieder ausgeschieden wird und ein großer Teil zur Energiegewinnung veratmet wird, so dass weniger Biomasse an die nächste Trophieebene weitergegeben werden kann.
| Trophieebene        | Biomasse-Weitergabe an die nächsthöhere Ebene (%) | Detritus-Verlust an Biomasse (%) | Atmungsverluste (%) |
| ------------------- | ------------------------------------------------- | -------------------------------- | ------------------- |
| Primärproduzenten   | 16                                                | 26                               | 58                  |
| Primärkonsumenten   | 1,8                                               | 5,2                              | 9                   |
| Sekundärkonsumenten | 0,1                                               | 0,2                              | 1,5                 |
| Endkonsumenten      | 0                                                 | 0,04                             | 0,06                |
| Summe:              |                                                   | 31,44                            | 68,56               |

Anmerkung: Die Zahlenangaben beziehen sich auf die Biomasse der Produzenten (100 %). Die Detritus-Biomasse kann in einem geschlossenen Ökosystem durch die Destruenten rasch vollständig abgebaut werden (Tropischer Regenwald). In einem offenen System wird die Biomasse langfristig deponiert (als Faulschlamm, Torf, Kohle oder Erdöl).

### Reviergröße
Um auf lange Sicht die Anzahl der Beute in einem Revier nicht so stark einzuschränken, dass er nicht genügend Nahrung findet, muss ein Beutegreifer auf einer hohen Trophieebene mit hohem Nahrungsbedarf ein großes Revier besitzen. Allerdings hängt die Reviergröße bei Nahrungsspezialisten vor allem von der Dichte ihrer Beutetiere ab. Beispiel: Reviergrößen von Vögeln
| Art         | Reviergröße (ha) |
| ----------- | ---------------- |
| Adler       | 14.000           |
| Uhu         | 8.000            |
| Habicht     | 4.000            |
| Sperber     | 1.000            |
| Eichelhäher | 25               |
| Kohlmeise   | 0,25             |

Anmerkung: Adler, Uhu, Habicht und Sperber sind in der Regel Endverbraucher verschiedener Nahrungsketten.

### Nachkommenzahl
Aufgrund des Feinddruckes produzieren in einem Ökosystem im Gleichgewicht die Arten niederer Trophieebenen mehr Nachkommen. Arten höherer Stufen ziehen dagegen weniger Nachkommen auf, da die Nahrungsbeschaffung aufgrund der Reviergröße schwieriger ist. Allerdings hängt die Nachkommenzahl auch von anderen Faktoren wie Intensität der Brutpflege und Entwicklungsdauer der Jungtiere ab.

### Individuenzahl
In manchen Ökosystemen korrespondiert die Pyramide der Individuenzahl mit der Biomasse-Pyramide. Beispiel Gewässer: Phytoplankton – Zooplankton – Planktonfresser – Fische – Vögel. Es sind aber auch andere Verhältnisse möglich: Sind Bäume die Basis der Nahrungspyramide, genügen wenig Individuen, um eine große Anzahl von Insekten zu ernähren.

### Individuengröße
In der Regel ist bei Räuber-Beute-Beziehungen der Beutegreifer größer als die Beute. Damit ergibt sich eine auf der Spitze stehende Pyramide.
Beispiel: Phytoplankton 0,01–0,1 mm – Zooplankton 0,8–2 mm – Hering 30 cm – Thunfisch 1,5–2,5 m – Schwertwal 9 m